# Michail Nikolaevič Loginov
Michail Nikolaevič Loginov (in russo Михаи́л Никола́евич Ло́гинов?; Starickij rajon, 21 novembre 1903 – Mischor, 28 ottobre 1940) è stato un ingegnere e progettista sovietico di cannoni controcarro, contraerei e altri tipi di artiglierie largamente usate durante la seconda guerra mondiale.
A capo del bureau di progettazione dell'8º Impianto di Artiglieria "Kalinin" di Kaliningrad (Oblast' di Mosca), egli creò, tra gli altri, il 45 mm M1937 (53-K), il 76 mm M1938, il 37 mm M1939 (61-K), l'85 mm M1939 (52-K) e il 25 mm M1940 (72-K).